# Top Gun (banda sonora)
Top Gun: Original Motion Picture Soundtrack es el nombre de la banda sonora de la película homónima de 1986, protagonizada por Tom Cruise y Kelly McGillis. Fue producida bajo la discográfica Columbia Records, con la producción de Don Simpson y Jerry Bruckheimer.
Está catalogada como una de las más exitosas en ventas y publicidad en la historia del cine y la música, sobre todo por representar un sector de la juventud estadounidense de una época en particular. Se mantuvo en el primer lugar de ventas y listas por varias semanas en su año de publicación.
En 1999 Columbia Records la volvió a reeditar con algunas piezas extra (5 más en total) en una edición especial extendida. Un CD separado de la cuenta fue lanzado como material promocional ese mismo año, el cual nunca se vendió en tiendas, solo en sitios de subastas como eBay y alcanzó altos precios.
Notablemente eliminados (incluso en el CD) son el instrumental llamado Hop 19 y la música que se escucha cuando el personaje de "Maverick" (Tom Cruise) sobrevuela en una puesta de sol durante la película (Harold Faltermeyer - "Goose's Death - Goodbye Goose").

## Historia
El tema con el que más se le asocia a la película es "Danger Zone", interpretado por Kenny Loggins, por sus escenas de combates y acrobacias aéreas, el cual llegaría al número 2 en Billboard. 
El tema en cuestión fue compuesto originalmente para el canadiense Bryan Adams, sin embargo, Adams desechó interpretar "Danger Zone" o incluir cualquier tema suyo (se trataba en un principio de "Only The Strong Survive", sencillo presente en su álbum Into the Fire de 1987), por cuanto se opuso totalmente a la glorificación de la guerra, contexto militar y patriotismo extremo ("jingoísmo") contenido en la cinta, según manifestó en su ocasión.
Loggins, por lo tanto, colaboró también con su trabajo musical en "Playing With The Boys", que presentó una versión extendida en la edición de 1999. 
Sin embargo, el tema cumbre del disco es el himno "Take My Breath Away", canción de amor de Berlin que llegó a los primeros lugares de popularidad en decenas de países alrededor del mundo.
El tercer tema en importancia fue la balada "Heaven In Your Eyes", de la banda canadiense Loverboy, que llegaría como máximo al número 12 en listas de Estados Unidos.
Una canción que también trataron de incluir los productores del álbum fue "Reckless" (última pista del disco Turbo de Judas Priest). La pieza fue solicitada a dicha agrupación  para que fuera agregada al soundtrack, pero se negaron por dos razones: pensaban que la película sería un fracaso y en segundo lugar, alegaron que habría significado eliminar la canción en "Turbo".
Curiosamente, en el siguiente álbum de Judas Priest, Ram It Down de 1988, figura una versión de Chuck Berry, la popular "Johnny B. Goode", que apareció en la banda sonora de la película del mismo título.

## Lista de canciones
El disco de vinilo original solo contenía 10 canciones. Las pistas 10 a 15 fueron agregadas en la edición especial de 1999. con canciones que se escuchan en extractos a lo largo del film.
Una edición de 2006 agregó 5 temas más, que sin embargo corresponden solo a la época musical y no tienen nada que ver con la película.
Compila artistas muy populares en la década de los 80, como los mencionados Loggins, Berlin, Loverboy, Cheap Trick y Miami Sound Machine con sus últimas grabaciones. 
Aparecen artistas también como Harold Faltermeyer con la hermosa canción "Memories".
Los temas extras incluyen además clásicos como "(Sittin' On) The Dock of the Bay" (1968) de Otis Redding y "Great Balls Of Fire" (1957) de Jerry Lee Lewis.
Por el contrario, se excluyeron los referidos temas "Only The Strong Survive" de Bryan Adams y "Reckless" de Judas Priest por decisiones propias de sus intérpretes.
1. "Danger Zone" - Kenny Loggins - 3:36
2. "Mighty Wings" - Cheap Trick - 3:51
3. "Playing With The Boys" - Kenny Loggins - 3:59
4. "Lead Me On" - Teena Marie - 3:47
5. "Take My Breath Away (Love theme from Top Gun)" - Berlin - 4:11
6. "Hot Summer Nights" - Miami Sound Machine - 3:38
7. "Heaven In Your Eyes" - Loverboy - 4:04
8. "Through The Fire" - Larry Greene - 3:46
9. "Destination Unknown" - Marietta - 3:48
10. "Top Gun Anthem" - Harold Faltermeyer & Steve Stevens - 4:12

Bonus tracks de la edición especial extendida
1. "(Sittin' On) The Dock of the Bay" - Otis Redding - 2:42
2. "Memories - Harold Faltermeyer" - 2:57
3. "Great Balls Of Fire" - Jerry Lee Lewis - 1:57
4. "Into The Night - Benny Mardones" - 4:22
5. "You've Lost That Lovin' Feelin'" - The Righteous Brothers - 3:44
6. "Playing With The Boys" - Kenny Loggins - 6:41

Pistas adicionales edición de lujo
1. "Can't Fight This Feeling" - REO Speedwagon
2. "Broken Wings" - Mr. Mister
3. "The Final Countdown" - Europe
4. "Nothing's Gonna Stop Us Now" - Starship
5. "The Power of Love" - Jennifer Rush

- Datos: Q1628321